# Europäisches Turnier der Junioren 1958

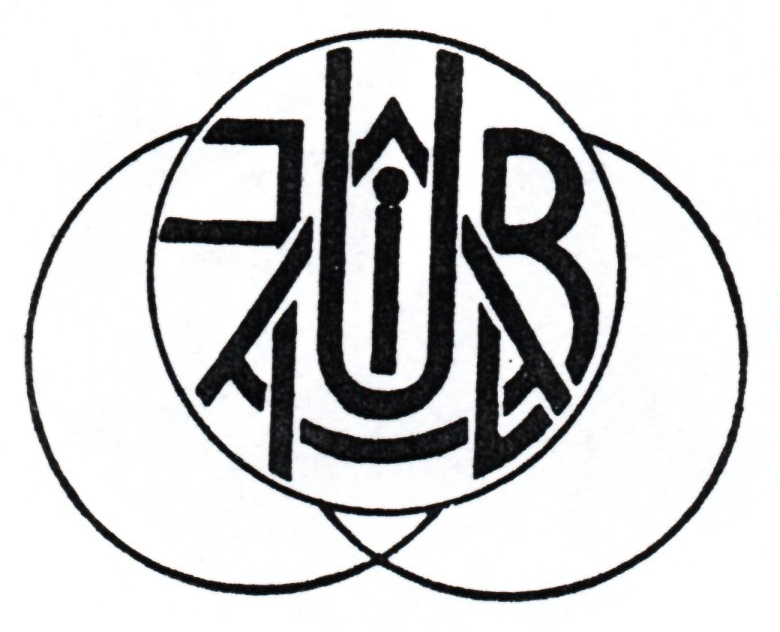
Logo UIFAB (ausrichtender Verband)

Die Zweikampf-Europameisterschaft der Junioren 1958, noch unter dem Namen „Europäisches Turnier der Junioren“, war das zweite Turnier in dieser Disziplin des Karambolagebillards und fand vom 7. bis zum 9. März 1958 in Visé statt.

## Geschichte
Um die Jugend zu fördern wurde vom Europäischen Billard-Verband UIFAB ein Jugendturnier eingeführt. Es wurde ein Zweikampf mit den Disziplinen Freie Partie und Cadre 47/2 gespielt. Das Turnier hatte aber noch keinen Europameisterschaftsstatus. Zugelassen waren Teilnehmer unter 23 Jahren die an noch keinem internationalen Turnier teilgenommen hatten.

## Modus
Gespielt wurde das ganze Turnier im Round Robin Modus.
1. PP = Partiepunkte
2. MP = Matchpunkte
3. VGD = Verhältnismäßiger Generaldurchschnitt
4. BVED = Bester Einzel Verhältnismäßiger Durchschnitt

Bei der Berechnung des VGD wurden die erzielten Punkte in folgender Weise berechnet:
Freie Partie: Distanz 250 Punkte (erzielte Punkte mal 1)
Cadre 47/2: Distanz 150 Punkte (erzielte Punkte mal 2)
Alle Aufnahmen wurden mal 1 gewertet.
In der Endtabelle wurden die erzielten Partiepunkte vor den Matchpunkten und dem VGD gewertet.

## Abschlusstabelle
| MP    | Match Points (Sieger = 2; Unentschieden = 1; Verlierer = 0) |
| Pkte. | Erzielte Karambolagen                                       |
| Aufn. | Benötigte Versuche                                          |
| GD    | Generaldurchschnitt                                         |
| BED   | Bester Einzeldurchschnitt eines Spielers                    |
| HS    | Höchstserie                                                 |
|       | Bester GD des Turniers                                      |
|       | Bester ED des Turniers                                      |
|       | Beste HS des Turniers                                       |
|       | 1. Platz (Gold)                                             |
|       | 2. Platz (Silber)                                           |
|       | 3. Platz (Bronze)                                           |

| Endklassement | Endklassement | Endklassement | Endklassement | Endklassement | Endklassement | Endklassement | Endklassement |
| Platz         | Name          | PP            | MP            | Pkte.         | Aufn.         | VGD           | BVED          |
| ------------- | ------------- | ------------- | ------------- | ------------- | ------------- | ------------- | ------------- |
| 1             | Léo Corin     | 15:5          | 7:3           | 2677          | 108           | 24,78         | 42,30         |
| 2             | Goos Vink     | 15:5          | 8:2           | 2621          | 143           | 18,32         | 25,00         |
| 3             | Josef Tyskens | 14:6          | 7:3           | 2208          | 129           | 17,11         | 19,64         |
| 4             | Walter Zill   | 10:10         | 5:5           | 2197          | 139           | 15,80         | 17,45         |
| 5             | Piet de Leeuw | 6:14          | 3:7           | 2278          | 158           | 14,41         | 18,13         |
| 6             | Serge Raynaud | 0:20          | 0:10          | 1441          | 141           | 10,21         | -             |

## Disziplintabellen
| Platz                      | Name          | MP   | Pkte. | Aufn. | GD    | BED   | HS  | VGD   |
| -------------------------- | ------------- | ---- | ----- | ----- | ----- | ----- | --- | ----- |
| 1                          | Léo Corin     | 8:2  | 1199  | 44    | 27,25 | 50,00 | 183 | 27,25 |
| 2                          | Josef Tyskens | 8:2  | 1070  | 63    | 16,98 | 20,83 | 133 | 16,98 |
| 3                          | Goos Vink     | 8:2  | 1135  | 79    | 14,36 | 22,72 | 163 | 14,36 |
| 4                          | Walter Zill   | 4:6  | 869   | 63    | 13,79 | 16,66 | 159 | 13,79 |
| 5                          | Piet de Leeuw | 2:8  | 890   | 74    | 12,02 | 14,70 | 94  | 12,02 |
| 6                          | Serge Raynaud | 0:10 | 597   | 67    | 8,91  | -     | 100 | 8,91  |
| Turnierdurchschnitt: 14,76 |               |      |       |       |       |       |     |       |

| Platz                     | Name          | MP   | Pkte. | Aufn. | GD    | BED   | HS  | VGD   |
| ------------------------- | ------------- | ---- | ----- | ----- | ----- | ----- | --- | ----- |
| 1                         | Goos Vink     | 7:3  | 743   | 64    | 11,60 | 16,66 | 77  | 23,21 |
| 2                         | Léo Corin     | 7:3  | 739   | 64    | 11,54 | 30,00 | 107 | 23,09 |
| 3                         | Walter Zill   | 6:4  | 664   | 76    | 8,73  | 10,71 | 46  | 17,47 |
| 4                         | Josef Tyskens | 6:4  | 569   | 66    | 8,62  | 12,50 | 66  | 17,24 |
| 5                         | Piet de Leeuw | 4:6  | 694   | 84    | 8,26  | 10,00 | 42  | 16,52 |
| 6                         | Serge Raynaud | 0:10 | 422   | 74    | 5,70  | -     | 34  | 11,40 |
| Turnierdurchschnitt: 8,95 |               |      |       |       |       |       |     |       |